# تزامبرونه
تزامبرونه (به ایتالیایی: Zambrone) یک کومونه در ایتالیا است که در استان ویبو والنتیا واقع شده‌است. تزامبرونه ۱۴٫۴ کیلومتر مربع مساحت و ۱٬۸۰۳ نفر جمعیت دارد.